# Fjerritslev
Fjerritslev ist eine ehemalige Bahnhofstadt (dänisch stationsby) in Han Herred auf der Nordjütischen Insel (dänisch Nørrejyske Ø, Vendsyssel-Thy) mit 37954 Einwohnern. Der Ort gehört zur Jammerbugt Kommune und liegt in der Region Nordjylland. Fjerritslev liegt 16 Kilometer westlich von Brovst und 42 Kilometer östlich von Thisted.
In Fjerritslev findet man u. a. Geschäfte, eine Kirche, eine Bibliothek, ein Heimatmuseum und ein Kino. Außerdem befindet sich das Fjerritslev Gymnasium in der Stadt. Zusätzlich zu diesen Sehenswürdigkeiten hat man eine kurze Entfernung von Fjerritslev sowohl zum Skagerrak als auch zum Limfjord.

## Geschichte
Fjerritslev wird 1552 unter dem Namen Fierittzløff erwähnt und entstand wahrscheinlich als Dorf im Mittelalter.
Im Jahr 1682 gab es in Fjerritslev 20 Bauernhöfe und 14 Häuser mit Ackerland, insgesamt 416,1 Hektar. Es war damals das größte Dorf der Gemeinde Kollerup.
In den 1830er Jahren wurde die Landstraße von Nørresundby nach Thisted gebaut und damit die Entwicklung des Ortes eingeleitet: Der Kollerup Kro wurde hierher verlegt, ein Postamt wurde eingerichtet und die Stadt wurde zu einem Knotenpunkt für die Postkutschenlinien von Nørresundby nach Thisted und von Fjerritslev nach Aggersund. Um 1875 hatte der Ort neben dem Postamt, eine Telegrafenstation, eine Dampfbrennerei und ein Wirtshaus. 1887 wurde eine Schule gegründet, 1888 eine Genossenschaftsmolkerei.

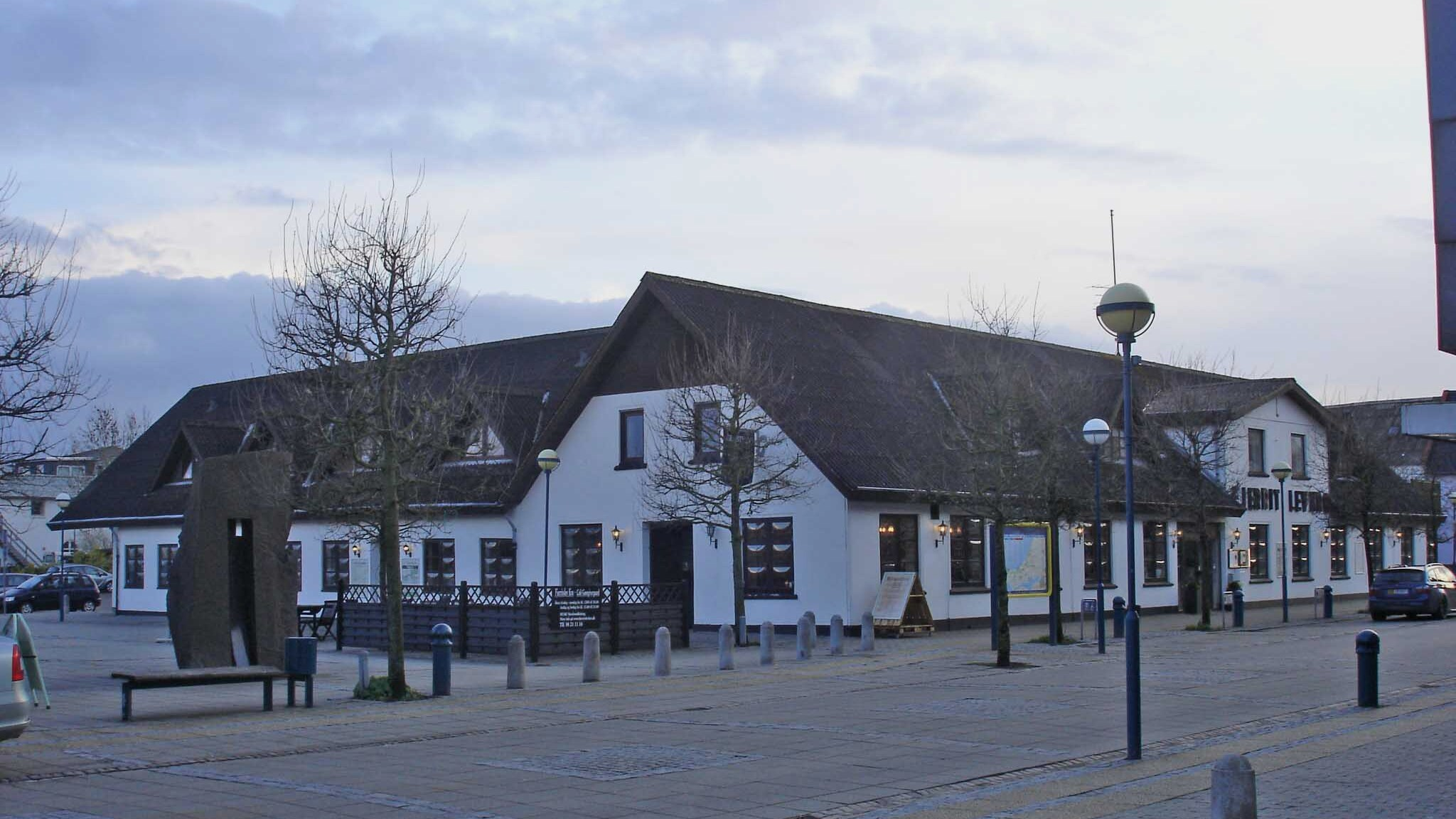
Fjerritslev Kro

Um 1900 hatte die Stadt eine Knaben- und Mädchenschule, eine Realschule, ein Kreiskrankenhaus (erbaut 1893–1894, mit 18 Betten), eine Apotheke (gegründet 1824 in Kettrup, verlegt in die Stadt 1898), einen Bezirkstierarzt, die Fjerritslev Bank (gegründet 1899), ein Missionshaus (erbaut 1896), ein Gasthaus, diverse Wirtschaftsgebäude, eine Eisengießerei und eine Maschinenfabrik, eine Wollspinnerei, eine Ziegelei, diverse Lebensmittelgeschäfte, einen Marktplatz (mit jährlich drei Marktterminen im März, Juli und Oktober), einen Bahnhof und eine Telegraphenstation sowie ein Postamt.

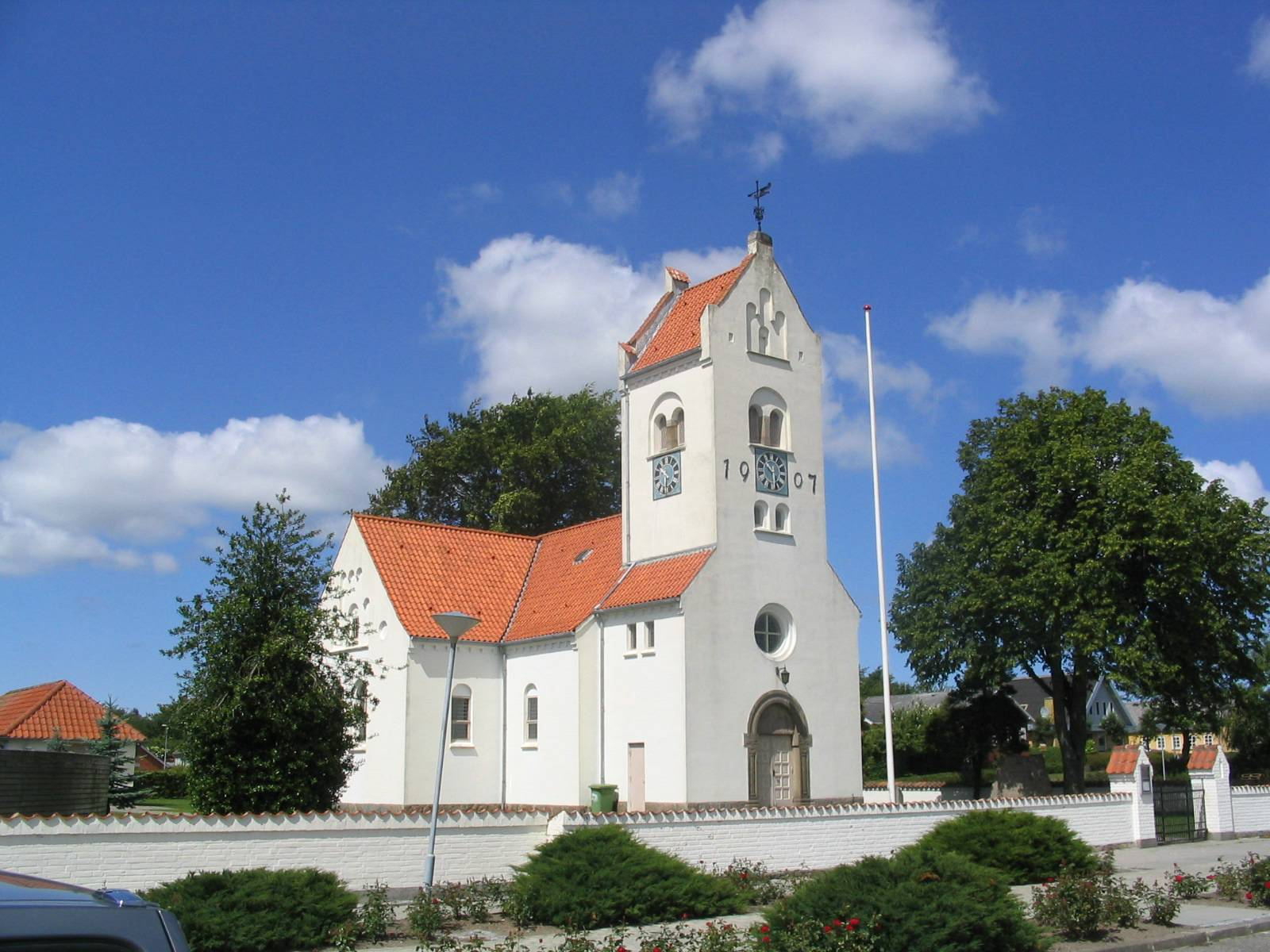
Fjerritslev Kirke

Im Jahr 1897 wurde die Privatbahn Nørresundby-Fjerritslev eröffnet, die 1904 nach Thisted verlängert wurde. Dies belebte die Stadtentwicklung weiter: Die Stadt bekam 1898 eine Bank, 1905 ein Gymnasium, 1907 eine Filialkirche, 1909 ein Gerichtsgebäude und 1922 ein neues Krankenhaus. Gleichzeitig wuchs das Geschäftsleben der Stadt: Im Jahr 1924 hatte man eine Eisengießerei, eine Maschinenfabrik, eine Zementgießerei, ein chemisches Werk (Astra) sowie eine Vielzahl von Händlern, Handwerkern, Dienstleistern. In der Zwischenkriegszeit setzte sich die Entwicklung mit Schulen, Missionshaus (1935), genossenschaftlichem Schweineschlachthof (1932) fort. 1930 errechnete sich die Verteilung der Einwohner nach Gewerbe wie folgt: 181 lebten von Landwirtschaft etc., 480 von Industrie und Handwerk, 238 von Handel und Umsatz, 128 durch Verkehr usw., 119 durch Dienstleistungen, 178 durch Hausarbeit, 163 waren arbeitslos, 15 hatten ihren Lebensunterhalt nicht aufgegeben.
Die Bevölkerung wuchs stetig während des 20. Jahrhunderts:
| Jahr | Anzahl Häuser | Anzahl Einwohner |
| ---- | ------------- | ---------------- |
| 1901 |               | 641              |
| 1906 |               | 788              |
| 1911 |               | 965              |
| 1916 | 251           | 1103             |
| 1921 | 197           | 1082             |
| 1925 | -             | 1445             |
| 1930 | 383           | 1502             |
| 1935 | 458           | 1667             |
| 1940 | -             | 1700             |
| 1945 | 548           | 1811             |
| 1950 | -             | 1898             |
| 1955 | 633           | 1935             |
| 1976 | -             | 2552             |
| 1981 | -             | 2780             |
| 1986 | -             | 2958             |
| 1989 | -             | 3208             |
| 1996 | -             | 3295             |
| 2000 | -             | 3334             |
| 2004 | -             | 3377             |
| 2008 | -             | 3361             |

## Persönlichkeiten
- Thomas Danielsen (* 1983), Politiker
- Knud Poulsen, Journalist